# Rathaus (Sulzfeld am Main)

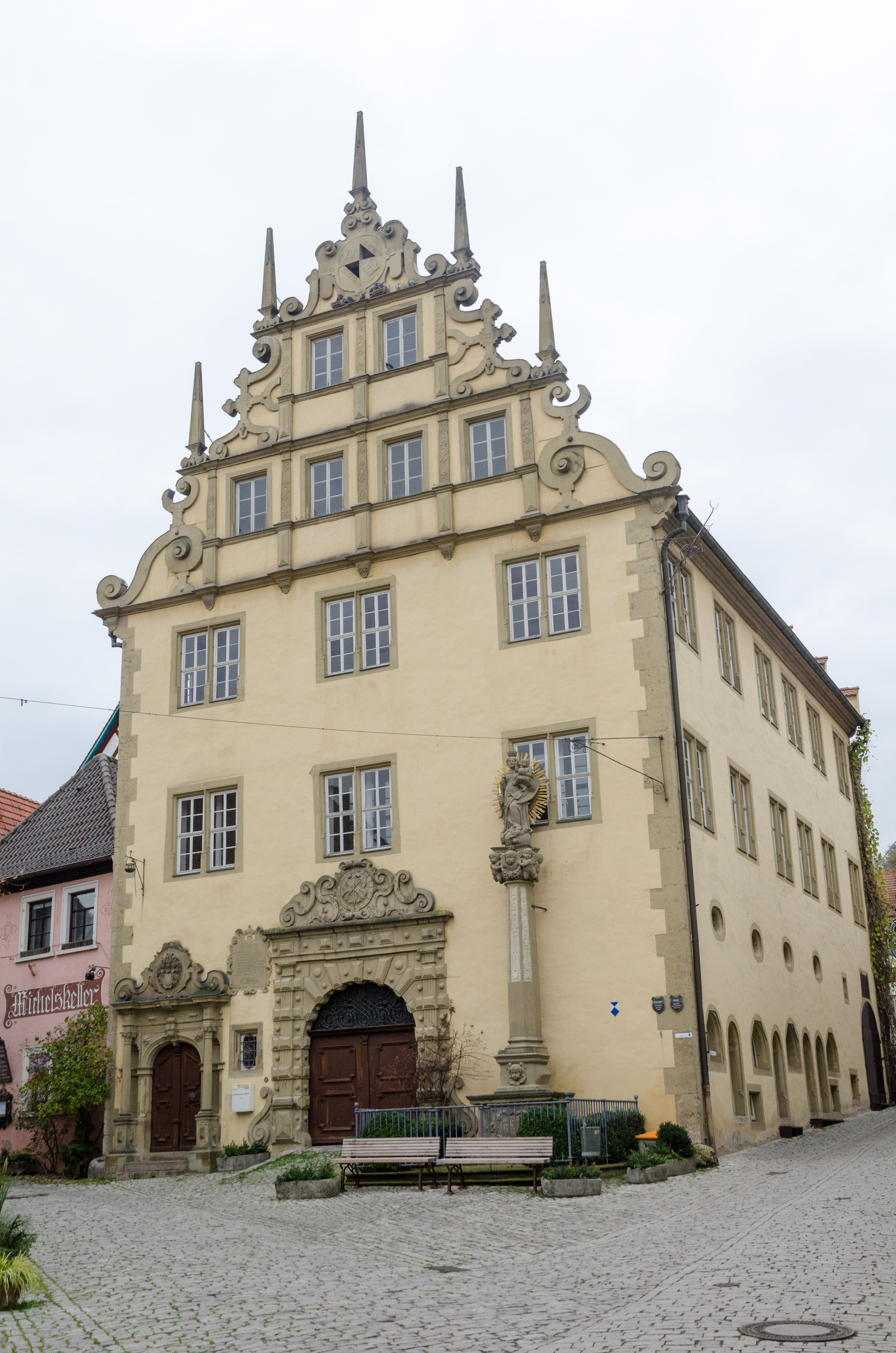
Rathaus in Sulzfeld am Main

Das Rathaus in Sulzfeld am Main, einer Gemeinde im unterfränkischen Landkreis Kitzingen (Bayern), wurde Anfang des 17. Jahrhunderts errichtet. Das Rathaus am Marktplatz 3 ist ein geschütztes Baudenkmal.

## Beschreibung
Das Gebäude konnte dank der Gunst des Fürstbischofs Julius Echter von Mespelbrunn prächtig gestaltet werden. Der dreigeschossige giebelständige Satteldachbau mit reich verziertem Volutengiebel wurde nach Plänen des Baumeisters Peter Meurer errichtet und im Jahr 1609 vollendet. Die zwei Portale der Hauptfassade sind im Stil der Renaissance von Bossensteinen gerahmt.
Direkt am Rathaus steht die Mariensäule aus dem Jahr 1724. → siehe auch: Mariensäule (Sulzfeld am Main)